# Lüen
Lüen (Reto-Romaans: Leun; Italiaans (verouderd): Leone) is een plaats en voormalige gemeente in het Zwitserse kanton Graubünden en maakt deel uit van het district Plessur.
Lüen telt 79 inwoners.

## Geschiedenis
Op 1 januari 2013 ging de daarvoor zelfstandige gemeente Castiel op in de gemeente Arosa.